# Yevhen Khacheridi
Yevhen Hryhorovych Khacheridi - em ucraniano: Євген Григорович Хачеріді (Melitopol, 28 de julho de 1987) é um futebolista ucraniano.

## Carreira
Filho de gregos, Khacheridi atua no Dínamo de Kiev desde 2008. Antes, militou por Olkom Melitopol e Volyn Lutsk (ambas as passagens foram por empréstimo, enquanto atuava no time B do Dínamo).
Nos tempos de URSS, seu nome era russificado para Yevgeniy Grigoryevich Kacheridi (Евгений Григорьевич Хачериди, em russo). Ele fez parte do elenco da Seleção Ucraniana de Futebol da Eurocopa de 2016.

### PAOK
Em 2018, se transferiu para o PAOK.